# Jon Foo
Jon Foo, pseudonimo di Jonathan Patrick Foo (Londra, 30 ottobre 1982), è un attore, artista marziale e stuntman inglese.
Di madre irlandese e padre di Singapore, Jon Foo è uno stuntman di grande successo ed esperto delle arti marziali (shaolin-wushu); è apparso in molti film come The Protector - La legge del Muay Thai, Batman Begins, House of fury, Left for Dead e Life. Uno dei ruoli per cui è maggiormente conosciuto è quello di Jin Kazama, personaggio protagonista di Tekken, film tratto dal noto videogioco.
Ha anche interpretato Ryu nel cortometraggio di 3 minuti intitolato Street Fighter: Legacy.

## Filmografia parziale
- Batman Begins, regia di Christopher Nolan (2005)
- The Protector - La legge del Muay Thai, regia di Prachya Pinkaew (2005)
- Universal Soldier: Regeneration, regia di John Hyams (2009)
- Tekken, regia di Dwight H. Little (2010) – Jin Kazama
- Rush Hour - serie TV, 13 episodi (2016)